# Premi e riconoscimenti di Selena Gomez
Questa è una lista dei premi e dei riconoscimenti ricevuti da Selena Gomez.

## Premi cinematografici, televisivi e musicali

### Principali
- Premio Emmy[1]
  - 2022 - Candidatura alla miglior serie commedia per Only Murders in the Building
  - 2023 - Candidatura alla miglior serie commedia per Only Murders in the Building
  - 2024 - Candidatura alla miglior attrice protagonista in una serie commedia per Only Murders in the Building
  - 2024 - Candidatura alla miglior serie commedia per Only murders in the building
- Premio BAFTA
  - 2025 - Candidatura alla migliore attrice non protagonista per Emilia Pérez
- Festival di Cannes
  - 2024 - Prix d'interprétation féminine per Emilia Pérez (condiviso con Karla Sofía Gascón, Adriana Paz e Zoe Saldana)[2]
- Daytime Emmy Award
  - 2023 - Candidatura al miglior programma di cucina per Selena + Chef[3]
- Critics' Choice Awards
  - 2022 - Candidatura alla miglior attrice in una serie commedia per Only Murders in the Building
  - 2025 - Candidatura alla migliore canzone per Mi Camino
- Golden Globe[4]
  - 2023 - Candidatura alla miglior attrice in una serie comica o musicale per Only Murders in the Building
  - 2024 - Candidatura alla migliore attrice in una serie commedia o musicale per Only Murders in the Building
  - 2025 - Candidatura alla migliore attrice non protagonista per Emilia Pérez
  - 2025 - Candidatura alla migliore attrice in una serie commedia o musicale per Only Murders in the Building
- Grammy Award[5]
  - 2022 - Candidatura al miglior album pop latino per Revelación
  - 2023 - Candidatura all'album dell'anno per Music of the Spheres
- Latin Grammy Awards[6]
  - 2021 - Candidatura alla miglior video musicale breve per De una vez
- Screen Actors Guild Award
  - 2022 - Candidatura al miglior cast in una serie commedia per Only Murders in the Building[7]
  - 2023 - Candidatura al miglior cast in una serie commedia per Only Murders in the Building[8]
  - 2024 - Candidatura al miglior cast in una serie commedia per Only Murders in the Building[9]
  - 2025 - Candidatura al miglior cast cinematografico per Emilia Pérez[10]
  - 2025 - Miglior cast in una serie commedia per Only Murders in the Building

### Altri
- Alliance of Women Film Journalists
  - 2013 - Candidatura all'Attrice più bisognosa di un nuovo agente per Spring Breakers - Una vacanza da sballo
- ALMA Award
  - 2008 - Candidatura alla miglior attrice in una serie comica per I maghi di Waverly[11]
  - 2009 - Attrice TV dell'anno in una serie comica per I maghi di Waverly[12]
  - 2011 - Candidatura alla miglior attrice in una serie comica per I maghi di Waverly[13]
  - 2011 - Candidatura alla miglior attrice in un film comico/musicale per Monte Carlo[13]
  - 2011 - Candidatura alla miglior artista femminile[13]
- American Music Award
  - 2016 - Candidatura all'Artista dell'anno[14]
  - 2016 - Miglior artista pop/rock femminile

- African Entertainment Awards
  - 2022 - Candidatura al miglior video musicale per Calm Down
- ASCAP Latin Music Award
  - 2019 - Canzone vincitrice per Taki Taki
  - 2022 - Canzone vincitrice per Baila conmigo
- ASCAP Pop Music Award
  - 2016 - Canzone vincitrice per Good for You
  - 2017 - Canzone vincitrice per Hands to Myself
  - 2017 - Canzone vincitrice per We Don't Talk Anymore
  - 2018 - Canzone vincitrice per It Ain't Me
  - 2019 - Canzone vincitrice per Back to You
  - 2019 - Canzone vincitrice per Wolves
  - 2021 - Canzone vincitrice per Lose You to Love Me
- Astra Film Awards 
  - 2024 - Candidatura alla migliore attrice non protagonista per Emilia Pérez
- Astra Creative Arts Awards 
  - 2024 - Candidatura alla migliore canzone originale per Mi Camino
- Astra Television Awards 
  - 2024 - Candidatura alla miglior attrice in una serie commedia per Only Murders in the Building

- BBC Radio 1's Teen Awards
  - 2016 - Candidatura alla miglior artista internazionale
- BET Awards
  - 2010 - Candidatura al Premio "YoungStars"[15]
- Billboard Latin Music Awards
  - 2019 - Candidatura alla canzone latina dell'anno per Taki Taki
  - 2019 - Candidatura alla canzone digitale dell'anno per Taki Taki
  - 2021 - Candidatura all'artista femminile latina dell'anno
  - 2021 - Candidatura all'album pop latino dell'anno per Revelación
- Billboard Mid-Year Music Awards
  - 2013 - Candidatura al miglior video musicale per Come & Get It
- Billboard Music Awards
  - 2015 - Candidatura alla miglior artista social
  - 2016 - Candidatura alla miglior artista femminile[16]
  - 2016 - Candidatura alla miglior artista social
  - 2017 - Candidatura alla miglior artista social
  - 2018 - Candidatura alla miglior canzone dance/EDM per It Ain't Me
  - 2019 - Candidatura alla miglior canzone latina per Taki Taki
  - 2019 - Candidatura alla miglior canzone dance/EDM per Taki Taki
- Billboard Women in Music
  - 2017 - Donna dell'anno[17]
- Bravo Otto
  - 2009 - Super star della TV per I maghi di Waverly
  - 2010 - Super star della TV per I maghi di Waverly
  - 2011 - Super cantante femminile
  - 2011 - Super attrice cinematografica per Monte Carlo
  - 2011 - Super star della TV per I maghi di Waverly
  - 2011 - Candidatura come super star di Internet
  - 2012 - Super cantante femminile
  - 2012 - Super star della TV per I maghi di Waverly
  - 2012 - Candidatura come Ssuper star di Internet
  - 2013 - Candidatura come super star di Internet
  - 2013 - Super attrice sexy per Spring Breakers - Una vacanza da sballo
  - 2013 - Super migliori amiche (con Taylor Swift)
  - 2015 - Candidatura come super cantante femminile
  - 2016 - Super cantante femminile
  - 2020 - Candidatura come super cantante femminile
- Buenos Aires Music Video Festival
  - 2021 - Candidatura al Miglior video musicale per Baila conmigo
- Capri Hollywood International Film Festival
  - 2024 - Miglior cast per Emilia Pérez (con Zoe Saldana, Adriana Paz e Karla Sofía Gascón)
- Circle Chart Music Award
  - 2021 - Candidatura alla Canzone dell'anno per Ice Cream
- Critics' Choice Real TV Award
  - 2022 - Star TV dell'anno per Selena + Chef
  - 2023 - Candidatura come star TV dell'anno per Selena + Chef
  - 2023 - Candidatura alla miglior conduttrice televisiva per Selena + Chef
- DoSomething Awards
  - 2012 - Candidatura alla miglior coppia (con Justin Bieber)[18]
- Elle's Women in Hollywood Celebration
  - The Risk Takers (con Zoe Saldana e Karla Sofía Gascón)
- Fonogram Awards
  - 2018 - Candidatura alla canzone dance straniera dell'anno per It Ain't Me
- Glamour Awards
  - 2012 - Candidatura alla miglior artista internazionale
  - 2016 - Candidatura alla miglior artista internazionale
  - 2017 - Candidatura alla miglior artista internazionale
- Global Awards
  - 2018 - Candidatura alla miglior artista femminile
  - 2023 - Candidatura alla miglior canzone social per Calm Down
- Gold Derby Music 
  - 2022 - Candidatura alla migliore attrice in una serie commedia per Only Murders in the Building
  - 2023 - Candidatura alla migliore attrice in una serie commedia per Only Murders in the Building
  - 2024 - Candidatura alla migliore attrice in una serie commedia per Only Murders in the Building
  - 2024 - Candidatura alla miglior collaborazione per Calm Down
- Gracie Award
  - 2010 - Miglior attrice esordiente in una serie comica per I maghi di Waverly[19]
- Hollywood Critics Association TV Awards
  - 2022 - Miglior attrice in una serie comica per Only Murders in the Building
- Hollywood Music in Media Awards
  - 2022 - Candidatura alla miglior canzone da un documentario per My Mind & Me
  - 2024 - Candidatura alla migliore canzone originario da un film per Mi Camino
- IDA Documentary Awards
  - 2019 - Candidatura al miglior documentario ad episodi per Vite clandestine
- iHeartRadio Music Awards
  - 2014 - Candidatura al miglior Instagram
  - 2015 - Candidatura come migliori fan (Selenators)
  - 2016 - Candidatura all'artista femminile dell'anno
  - 2016 - Miglior Triple Threat
  - 2016 - Candidatura come migliori fan (Selenators)
  - 2017 - Candidatura all'artista femminile dell'anno
  - 2017 - Candidatura come migliori fan (Selenators)
  - 2018 - Candidatura alla canzone dance dell'anno per It Ain't Me
  - 2018 - Candidatura al miglior video musicale per Bad Liar
  - 2018 - Candidatura come migliori fan (Selenators)
  - 2019 - Candidatura al miglior video musicale per Taki Taki
  - 2020 - Candidatura alla canzone pop latino dell'anno per Taki Taki
  - 2020 - Candidatura al miglior testo per Lose You to Love Me
  - 2020 - Candidatura come migliori fan (Selenators)
  - 2021 - Candidatura come migliori fan (Selenators)
  - 2022 - Candidatura come migliori fan (Selenators)
  - 2023 - Candidatura al miglior video musicale per Calm Down
  - 2023 - Miglior documentario per Selena Gomez: My Mind & Me
  - 2023 - Candidatura come migliori fan (Selenators)
  - 2024 - Candidatura alla canzone dell'anno per Calm Down[20]
  - 2024 - Candidatura alla canzone pop dell'anno per Calm Down[20]
  - 2024 - Miglior collaborazione[20]
  - 2024 - Candidatura come migliori fan (Selenators)[20]
- Imagen Awards
  - 2008 - Candidatura alla miglior attrice – Televisione per I maghi di Waverly
  - 2009 - Candidatura alla miglior attrice – Televisione per I maghi di Waverly[21]
  - 2010 - Candidatura alla miglior attrice – Televisione per I maghi di Waverly: The Movie[22]
  - 2011 - Miglior attrice – Televisione per I maghi di Waverly[23]
  - 2012 - Candidatura alla miglior attrice – Televisione per I maghi di Waverly[24]
  - 2013 - Candidatura alla miglior attrice – Televisione per Il ritorno dei maghi - Alex vs. Alex[25]
  - 2022 - Candidatura alla miglior attrice – Commedia TV per Only Murders in the Building
- IndieWire Critics' Poll
  - 2024 - Spotlight Award per Emilia Pérez
- Ischia Film Festival
  - 2014 - Premio "Global Icon"
- Joox Indonesia Music Award
  - 2021 - Candidatura alla canzone internazionale dell'anno per Ice Cream
- Latin American Music Awards
  - 2015 - Miglior canzone dance per I Want You to Know
  - 2017 - Miglior artista crossover
  - 2019 - Canzone dell'anno per Taki Taki
  - 2019 - Miglior canzone urban per Taki Taki
  - 2021 - Candidatura alla miglior artista social
  - 2021 - Miglior video musicale per De una vez
  - 2022 - Candidatura alla miglior artista femminile
  - 2022 - Miglior artista pop
  - 2022 - Candidatura alla miglior album pop per Revelación
- Lo Nuestro Award
  - 2019 - Collaborazione dell'anno per Taki Taki
  - 2020 - Candidatura alla collaborazione dell'anno per I Can't Get Enough
  - 2021 - Candidatura all'artista pop dell'anno
  - 2021 - Candidatura alla collaborazione dell'anno per Baila conmigo
  - 2021 - Candidatura all'album pop dell'anno per Revelación
- LOS40 Music Awards
  - 2017 - Video internazionale dell'anno per It Ain't Me
  - 2018 - Candidatura all'Artista internazionale dell'anno
  - 2019 - Candidatura alla LOS40 canzone globale per Taki Taki
- Lunas del Auditorio
  - 2012 - Candidatura alla miglior artista pop straniera
- Meus Prêmios Nick
  - 2012 - Candidatura alla miglior artista internazionale
  - 2013 - Candidatura alla miglior artista internazionale
  - 2014 - Candidatura come migliori fan (Selenators)
  - 2016 - Candidatura alla miglior artista internazionale
  - 2017 - Candidatura come miglior account Instagram
  - 2017 - Miglior canzone internazionale per Bad Liar
  - 2018 - Candidatura alla Miglior artista internazionale
- Mill Valley Film Fest 
  - 2024 - Miglior cast per Emilia Pérez
- MTV Europe Music Awards
  - 2011 - Candidatura come migliori fan (Selenators)[26]
  - 2013 - Candidatura alla miglior artista femminile[27]
  - 2016 - Candidatura alla miglior artista pop[26]
  - 2018 - Candidatura come migliori fan (Selenators)
  - 2020 - Candidatura alla Miglior collaborazione per Ice Cream (condiviso con le Blackpink)
- MTV Millennial Awards
  - 2013 - Candidatura come celebrità senza filtri sui social
  - 2014 - Candidatura come star di Instagram globale[28]
  - 2017 - Candidatura come star di Instagram globale
  - 2018 - Candidatura come star di Instagram globale
  - 2018 - Candidatura come collaborazione dell'anno per Wolves
  - 2019 - Candidatura come miglior fandom (Selenators)
  - 2019 - Coppia musicale dell'anno per Taki Taki (DJ Snake, Selena Gomez, Cardi B e Ozuna)
  - 2021 - Coppia musicale dell'anno per Baila conmigo (Selena Gomez e Rauw Alejandro)
- MTV Millennial Awards Brazil
  - 2018 - Candidatura alla canzone internazionale per Bad Liar
  - 2018 - Candidatura come Fan dell'anno (Selenators)
  - 2018 - Candidatura come Litigio dell'anno per Selena Gomez vs. Madre di Justin Bieber
  - 2019 - Candidatura come Hit globale per Taki Taki
- MTV Movie & TV Awards
  - 2021 - Miglior programma televisivo nuovo per Selena + Chef
  - 2022 - Candidatura al miglior team sullo schermo a Selena Gomez, Steve Martin e Martin Short per Only Murders in the Building
  - 2022 - Miglior programma di lifestyle per Selena + Chef
  - 2023 - Candidatura alla miglior attrice in una serie televisiva per Only Murders in the Building
  - 2023 - Candidatura al miglior bacio a Selena Gomez e Cara Delevingne per Only Murders in the Building
  - 2023 - Miglior documentario per Selena Gomez: My Mind & Me
- MTV Video Music Awards
  - 2012 - Candidatura alla miglior video femminile per Love You like a Love Song[29]
  - 2013 - Miglior video pop per Come & Get It[30]
  - 2013 - Candidatura alla canzone dell'estate per Come & Get It[31]
  - 2015 - Candidatura alla canzone dell'estate per Good for You (condiviso con ASAP Rocky)
  - 2016 - Candidatura alla canzone dell'estate per Kill Em with Kindness
  - 2017 - Candidatura alla miglior video dance pop per It Ain't Me
  - 2017 - Candidatura alla miglior collaborazione per We Don't Talk Anymore
  - 2019 - Candidatura al miglior video latin pop per I Can't Get Enough (condiviso con Benny Blanco, Tainy e J Balvin)
  - 2019 - Candidatura al miglior video dance pop per Taki Taki
  - 2020 - Candidatura alla miglior direzione artistica per Boyfriend
  - 2021 - Candidatura al miglior video K-Pop per Ice Cream
- Music Choice 100 Award
  - 2016 - Migliori fan (Selenators)
- NAACP Image Award
  - 2009 - Candidatura come miglior attrice in una serie per bambini per I maghi di Waverly
  - 2010 - Candidatura come miglior attrice in una serie per bambini per I maghi di Waverly
  - 2011 - Candidatura come miglior attrice in una serie per bambini per I maghi di Waverly[32]
- NewMusic Awards
  - 2016 - Candidatura come Top40 – Artiste femminili
  - 2017 - Candidatura come Top40 – Artiste femminili
  - 2017 - Candidatura come Top40 – Singoli per Same Old Love
  - 2018 - Candidatura come Top40 – Artiste femminili
  - 2019 - Candidatura come Top40 – Singoli per Back to You
- Nickelodeon Kids' Choice Awards (Argentina)
  - 2011 - Miglior artista internazionale
  - 2017 - Candidatura come miglior collaborazione per It Ain't Me
- Nickelodeon Kids' Choice Awards (Australia)
  - 2009 - Candidatura come miglior star della TV internazionale per I maghi di Waverly[33]
  - 2010 - Miglior star della TV internazionale per I maghi di Waverly
  - 2011 - Miglior star della TV internazionale per I maghi di Waverly
- Nickelodeon Kids' Choice Awards (Colombia)
  - 2014 - Candidatura come miglior artista internazionale
  - 2017 - Candidatura come miglior artista internazionale
  - 2017 - Candidatura come miglior collaborazione per It Ain't Me
- Nickelodeon Kids' Choice Awards
  - 2009 - Miglior attrice TV per I maghi di Waverly
  - 2010 - Miglior attrice TV per I maghi di Waverly
  - 2011 - Miglior attrice TV per I maghi di Waverly
  - 2011 - Candidatura come miglior cantante femminile[34]
  - 2012 - Miglior attrice TV per I maghi di Waverly
  - 2012 - Miglior cantante femminile
  - 2013 - Miglior attrice TV per I maghi di Waverly
  - 2014 - Migliori fan (Selenators)
  - 2014 - Miglior cantante femminile
  - 2015 - Miglior cantante femminile
  - 2016 - Candidatura come miglior cantante femminile
  - 2016 - Candidatura come miglior collaborazione per Good for You
  - 2016 - Candidatura come miglior voce da un film animato per Hotel Transylvania 2
  - 2017 - Miglior cantante femminile
  - 2018 - Candidatura come miglior cantante femminile
  - 2018 - Candidatura come miglior canzone per It Ain't Me
  - 2019 - Candidatura come miglior artista femminile
  - 2019 - Miglior voce da un film animato per Hotel Transylvania 3
  - 2020 - Candidatura come miglior cantante femminile
  - 2021 - Candidatura come miglior cantante femminile
  - 2021 - Candidatura come miglior collaborazione per Ice Cream
  - 2023 - Miglior voce da un film animato per Hotel Transylvania - Uno scambio mostruoso
- Nickelodeon Kids' Choice Awards (Messico)
  - 2010 - Candidatura come miglior personaggio femminile internazionale come Alex Russo (da I maghi di Waverly)
  - 2013 - Candidatura come miglior artista internazionale
  - 2015 - Candidatura come miglior artista internazionale
  - 2017 - Candidatura come miglior collaborazione per It Ain't Me
  - 2018 - Candidatura come miglior collaborazione per Wolves
  - 2021 - Candidatura come miglior hit globale per Baila conmigo
- NRJ DJ Award
  - 2019 - Candidatura come Hit dell'anno per Taki Taki
- NRJ Music Award
  - 2017 - Artista femminile internazionale dell'anno
  - 2018 - Candidatura come artista femminile internazionale dell'anno
  - 2021 - Candidatura come collaborazione dell'anno per Selfish Love
  - 2021 - Candidatura come video dell'anno per Selfish Love
  - 2022 - Candidatura come collaborazione dell'anno per Calm Down
  - 2022 - Candidatura come video dell'anno per Let Somebody Go
- OFM Music Awards
  - 2017 - Miglior artista femminile
- E! People's Choice Awards
  - 2013 - Candidatura come migliori fan (Selenators)
  - 2014 - Miglior artista femminile
  - 2016 - Candidatura come miglior artista femminile
  - 2016 - Candidatura come miglior artista pop
  - 2016 - Miglior doppiatrice per Hotel Transylvania 2
  - 2018 - Candidatura come celebrità social dell'anno
  - 2018 - Candidatura come canzone dell'anno per Back to You
  - 2018 - Candidatura come video dell'anno per Back to You
  - 2020 - Candidatura come video dell'anno per Ice Cream
  - 2020 - Candidatura come colonna sonora dell'anno per Rare
  - 2020 - Candidatura come celebrità social dell'anno
  - 2021 - Attrice TV comica dell'anno per Only Murders in the Building[35]
  - 2022 - Attrice TV comica dell'anno per Only Murders in the Building
  - 2022 - Celebrità social dell'anno
  - 2022 - Candidatura come Attrice TV dell'anno per Only Murders in the Building
  - 2022 - Candidatura come Video dell'anno per Let Somebody Go
- People's People of the Year
  - 2020 - Persona dell'anno
- Prêmio Jovem Brasileiro
  - 2019 - Candidatura come premio "Me Gusta" per Taki Taki
- Premios Tu Música Urbano
  - 2019 - Candidatura come canzone urban dell'anno per Taki Taki
- Premios People en Español
  - 2010 - Miglior attrice sudamericana in una serie in lingua inglese per I maghi di Waverly
  - 2012 - Candidatura come Regina di Facebook
  - 2013 - Candidatura come miglior cantante femminile
  - 2013 - Candidatura come canzone dell'anno per Come & Get It
- Producers Guild of America Awards
  - 2022 - Candidatura come miglior produzione per un episodio televisivo – Commedia per Only Murders in the Building
- Radio Disney Music Awards
  - 2013 - Miglior artista femminile
  - 2013 - Candidatura come migliori fan (Selenators)
  - 2014 - Artista più chiacchierata[36]
  - 2014 - Canzone dell'anno per Come & Get It
  - 2014 - Miglior canzone da ballare per Birthday
  - 2015 - Miglior canzone su una rottura amorosa per The Heart Wants What It Wants
  - 2016 - Miglior artista femminile
  - 2017 - Candidatura come miglior artista femminile
  - 2017 - Candidatura come migliori fan (Selenators)
  - 2017 - Candidatura come miglior collaborazione per We Don't Talk Anymore
  - 2017 - Candidatura come miglior canzone su una rottura amorosa per We Don't Talk Anymore
  - 2017 - Miglior tour per Revival Tour
  - 2018 - Candidatura come miglior artista
  - 2018 - Candidatura come migliori fan (Selenators)
  - 2018 - Candidatura come Canzone dell'anno per Wolves
  - 2018 - Miglior collaborazione per It Ain't Me
- Razzie Awards
  - 2014 - Candidatura alla peggior attrice per Getaway - Via di fuga[37]
- Realscreen Awards
  - 2022 - Miglior programma di cucina per Selena + Chef
  - 2022 - Candidatura come miglior reality per Selena + Chef
  - 2023 - Miglior programma di cucina per Selena + Chef
- Rockbjörnen
  - 2017 - Candidatura come Canzone straniera dell'anno per It Ain't Me
- Ruderman Family Foundation
  - 2022 - Premio "M. E. Ruderman" per l'inclusività
- Santa Barbara International Film Festival
  - Virtuoso Award per Emilia Pérez
- Satellite Award
  - 2022 - Candidatura come miglior attrice in una serie comica o musicale per Only Murders in the Building
  - 2023 - Miglior attrice in una serie comica o musicale per Only Murders in the Building
- Shorty Awards
  - 2011 - Candidatura come miglior celebrità
  - 2012 - Miglior attrice
  - 2012 - Candidatura come miglior celebrità
  - 2013 - Miglior attrice
  - 2013 - Miglior celebrità
  - 2016 - Candidatura come miglior cantante
- Social Star Award
  - 2013 - Attrice più popolare
- Spellemannprisen
  - 2018 - Candidatura come canzone dell'anno per It Ain't Me
- Spotify Streaming Awards
  - 2020 - 1 miliardo di streaming per Taki Taki
  - 2020 - 1 miliardo di streaming per We Don't Talk Anymore
  - 2020 - 1 miliardo di streaming per It Ain't Me
  - 2021 - 1 miliardo di streaming per Wolves
  - 2023 - 1 miliardo di streaming per Lose You to Love Me
- Taste Awards
  - 2021 - Miglior chef a casa per Selena + Chef
  - 2022 - Miglior chef a casa per Selena + Chef
- Teen Choice Awards
  - 2009 - Attrice TV dell'estate per Programma protezione principesse
  - 2009 - Miglior celebrità ballerina
  - 2009 - Icona femminile dei red carpet
  - 2010 - Candidatura come attrice cinematografica dell'estate per Ramona e Beezus[38]
  - 2010 - Miglior attrice TV – Commedia per I maghi di Waverly
  - 2010 - Icona femminile dei red carpet
  - 2011 - Candidatura come cantante femminile dell'estate
  - 2011 - Candidatura come Attrice cinematografica dell'estate per Monte Carlo
  - 2011 - Miglior attrice TV – Commedia per I maghi di Waverly
  - 2011 - Bomba femminile
  - 2012 - Candidatura come Bomba femminile
  - 2013 - Candidatura come miglior artista femminile
  - 2013 - Cantante femminile dell'estate
  - 2013 - Bomba femminile
  - 2013 - Candidatura come miglior sorriso
  - 2013 - Candidatura come miglior singolo – Artista femminile per Come & Get It
  - 2013 - Miglior canzone su una rottura amorosa per Come & Get It
  - 2014 - Bomba femminile
  - 2014 - Candidatura come miglior sorriso[39]
  - 2014 - Candidatura come miglior account Instagram (@selenagomez)
  - 2015 - Candidatura come miglior artista femminile
  - 2015 - Candidatura come cantante femminile dell'estate
  - 2015 - Candidatura come bomba femminile
  - 2015 - Candidatura come regina dei social media
  - 2015 - Candidatura come miglior account Instagram (@selenagomez)
  - 2015 - Candidatura come canzone dell'estate per Good for You
  - 2015 - Candidatura come miglior canzone per una festa per I Want You to Know
  - 2015 - Candidatura come miglior canzone su una rottura amorosa per The Heart Wants What It Wants
  - 2016 - Miglior artista femminile
  - 2016 - Cantante femminile dell'estate
  - 2016 - Candidatura come Bomba femminile
  - 2016 - Miglior account Instagram (@selenagomez)
  - 2016 - Candidatura come miglior canzone – Artista femminile per Hands to Myself
  - 2016 - Candidatura come miglior canzone d'amore per Hands to Myself
  - 2016 - Candidatura come miglior canzone su una rottura amorosa per We Don't Talk Anymore
  - 2016 - Candidatura come miglior canzone su una rottura amorosa per Same Old Love
  - 2016 - Candidatura come miglior tour per Revival Tour
  - 2017 - Candidatura come miglior artista femminile
  - 2017 - Candidatura come Cantante femminile dell'estate
  - 2017 - Candidatura come Bomba femminile
  - 2017 - Candidatura come miglior icona di stile
  - 2017 - Miglior account Instagram (@selenagomez)
  - 2017 - Candidatura come miglior account Snapchat (@Selena Gomez)
  - 2017 - Candidatura come miglior fandom (Selenators)
  - 2017 - Candidatura come Canzone dell'estate per Bad Liar
  - 2017 - Candidatura come miglior canzone – Artista femminile per Bad Liar
  - 2017 - Candidatura come miglior collaborazione per It Ain't Me
  - 2017 - Candidatura come miglior canzone dance/EDM per It Ain't Me
  - 2018 - Candidatura come artista femminile dell'estate
  - 2018 - Candidatura come bomba femminile
  - 2018 - Miglior account Instagram (@selenagomez)
  - 2018 - Canzone dell'estate per Back to You
  - 2019 - Candidatura come miglior fandom (Selenators)
  - 2019 - Candidatura come attrice cinematografica dell'estate per I morti non muoiono

- Telehit Awards
  - 2011 - Giovane artista internazionale
  - 2015 - Candidatura alla miglior artista femminile
  - 2016 - Candidatura alla miglior artista femminile
  - 2017 - Candidatura alla miglior artista femminile
- The Daily California's Arts Award
  - 2021 - Candidatura alla miglior attrice in una serie comica per Only Murders in the Building
- UK Music Video Awards
  - 2021 - Candidatura al miglior video pop internazionale per Baila conmigo
  - 2021 - Miglior design di produzione per un video musicale per Selfish Love
- unite4:humanity
  - 2014 - Premio "Young Visionary"
- Variety Hitmakers
  - 2022 - Colonna sonora dell'anno per My Mind & Me
- Victoria's Secret Awards
  - 2016 - Look da red carpet più sexy
- Virgin Media Awards
  - 2013 - Premio "Next Big Thing"
- WDM Radio Awards
  - 2018 - Candidatura alla miglior canzone internazionale per It Ain't Me
- Weibo Starlight Awards
  - 2021 - Miglior collaborazione per Ice Cream
- Women's Image Network Awards
  - 2011 - Candidatura alla miglior attrice cinematografica per Ramona e Beezus

- World Music Award
  - 2012 - Candidatura alla miglior intrattenitrice
  - 2014 - Candidatura alla miglior intrattenitrice
  - 2014 - Candidatura alla miglior artista femminile
  - 2014 - Candidatura alla miglior cantante dal vivo
  - 2014 - Candidatura alla miglior canzone per Come & Get It
  - 2014 - Candidatura alla miglior canzone per Slow Down
  - 2014 - Candidatura al miglior video per Come & Get It
  - 2014 - Candidatura al miglior video per Slow Down
- Young Artist Award
  - 2008 - Candidatura al miglior giovane cast corale in una serie televisiva per I maghi di Waverly
  - 2009 - Miglior attrice protagonista in un film televisivo o miniserie per Another Cinderella Story[40]
  - 2009 - Candidatura alla miglior attrice protagonista in una serie comica o drammatica per I maghi di Waverly
  - 2009 - Candidatura alla miglior doppiatrice per Ortone e il mondo dei Chi
  - 2010 - Candidatura alla miglior attrice protagonista in un film televisivo o miniserie per Programma protezione principesse
- Young Hollywood Awards
  - 2013 - Album preferito dai fan per Stars Dance
  - 2013 - Tour più atteso per Stars Dance Tour
- YouTube Music Awards
  - 2013 - Candidatura al video dell'anno per Come & Get It[41]
- Žebřík Music Awards
  - 2016 - Candidatura come miglior artista straniero

## Premi perRare Beauty by Selena Gomez
- Allure Best of Beauty Awards
  - 2021 - Miglior blush in crema
  - 2022 - Miglior blush liquido
- Allure Readers' Choice Awards
  - 2021 - Miglior nuovo brand
  - 2022 - Miglior blush
  - 2022 - Miglior mascara
  - 2023 - Miglior blush
  - 2023 - Miglior illuminante
  - 2023 - Miglior mascara
- Cosmopolitan Holy Grail Beauty Awards
  - 2021 - Miglior blush
  - 2022 - Miglior rossetto liquido
  - 2023 - Miglior illuminante
- Cosmopolitan Readers' Beauty Awards
  - 2022 - Candidatura al miglior mascara
  - 2022 - Miglior illuminante
  - 2022 - Candidatura al miglior blush
  - 2022 - Candidatura al miglior balsamo labbra
  - 2023 - Candidatura al miglior brand di una celebrità
  - 2023 - Candidatura al miglior cipria
  - 2023 - Candidatura al miglior bronzer
  - 2023 - Candidatura al miglior blush
  - 2023 - Candidatura al miglior illuminante
- Cosmopolitan UK Beauty Awards
  - 2022 - Miglior bronzer
  - 2022 - Miglior matita labbra
- CEW Beauty Creators Award
  - 2021 - Candidatura come migliori prodotti per il viso
- Elle Beauty Awards
  - 2023 - Candidatura al miglior fondotinta e blush
- Glamour Beauty Awards
  - 2021 - Prodotti make up dell'anno
  - 2022 - Miglior rossetto
  - 2022 - Miglior cipria
- Harper's Bazaar Awards
  - 2022 - Miglior blush
  - 2022 - Miglior blush in crema
- InStyle Readers' Choice Awards
  - 2021 - Candidatura al miglior brand di una celebrità
- PETA's Libby Award
  - 2020 - Miglior linea di make-up vegana (cruelty free)
  - 2022 - Candidatura come migliori prodotti make-up vegani (cruelty free)
- Vogue Beauty Awards
  - 2023 - Miglior influencer di beauty
- Shop Today Beauty Awards
  - 2023 - Miglior rossetto
  - 2023 - Miglior mascara
- Style Beauty Awards
  - 2022 - Candidatura al miglior brand di una celebrità
  - 2023 - Candidatura al miglior brand di una celebrità
  - 2023 - Candidatura al miglior brand di make up
- The Beauty Awards
  - 2022 - Miglior illuminante
- Women's Wear Daily Beauty Awards
  - 2020 - Startup dell'anno

## Premi per l'impegno sociale
- Make-A-Wish Foundation
  - 2023 - Premio "Chris Grecious"
- McLean Award
  - 2019 - Miglior attivista per la salute mentale
- Shorty Impact Awards
  - 2013 - Migliore attivista in salute mentale
- Stanford Healthcare Innovation Lab
  - 2022 - Miglior attivismo in salute mentale